# Mosquée Emirgan
La mosquée Emirgan (en turc : Emirgan Cami), officiellement mosquée Emirgan Hamid-i Evvel, est une mosquée ottomane du XVIIIe siècle située dans le quartier Emirgan du district de Sarıyer à Istanbul, en Turquie. 

## Histoire
La mosquée a été construite en 1781 par le sultan ottoman Abdul Hamid Ier (règne de 1774 à 1789) en mémoire de son fils Mehmed et de la mère de son fils Hümaşah Kadınefendi. La mosquée porte officiellement le nom du nom du sultan en langue ottomane. À l'origine, elle faisait partie d'un complexe composé d'une fontaine carrée encore existante et de structures disparues comme un bain turc, une boulangerie et un moulin. Le complexe a été construit sur la place d'un ancien palais côtier appartenant à Emirgüneoğlu Yusuf Pacha. La mosquée actuelle a été reconstruite par le sultan Mahmud II (règne 1808–1839), le fils d'Abdul Hamid Ier. 

## Description
Les détails de style architectural et les décorations de la mosquée sont conformes à l'architecture de la période Empire (1808–1876) de l'époque Mahmud II plutôt qu'à l'architecture de la période baroque (1757–1808) de l'ère Abdul Hamid Ier. Apparemment, aucune partie de l'édifice de la mosquée n'est d'origine à l'exception de l'inscription datant de la première construction d'Abdul Hamid Ier en 1871, qui est conservée en signe de respect. 
La mosquée de plan carré a été construite dans une cour en maçonnerie de pierre de taille avec un toit en bois. Les grandes fenêtres sur deux rangées de chaque côté apportent un éclairage naturel dans la mosquée. Un minaret cylindrique mince avec un balcon érigé sur une base carrée est situé au sud de la mosquée. Les ornements de feuillage de type Acanthe et autres décorations du minaret, typiques des minarets du XIXe siècle, indiquent qu'il a subi des modifications. Le pavillon d'un sultan de deux étages est attaché au mur est de la mosquée avec une entrée séparée. Une fenêtre en baie, soutenue par six colonnes, servait de salle de repos au sultan. Selon une inscription poétique en deux lignes écrite en Thuluth au-dessus du Chadirvan situé à l'angle nord de la cour de la mosquée, elle était dotée par Rebgigül Hanım, chef des servantes de la maison de Mümtaz Kadın, épouse du Wali et Khédive d'Egypte ottomane Méhémet Ali Pacha (règne 1805–1848). 

## Galerie

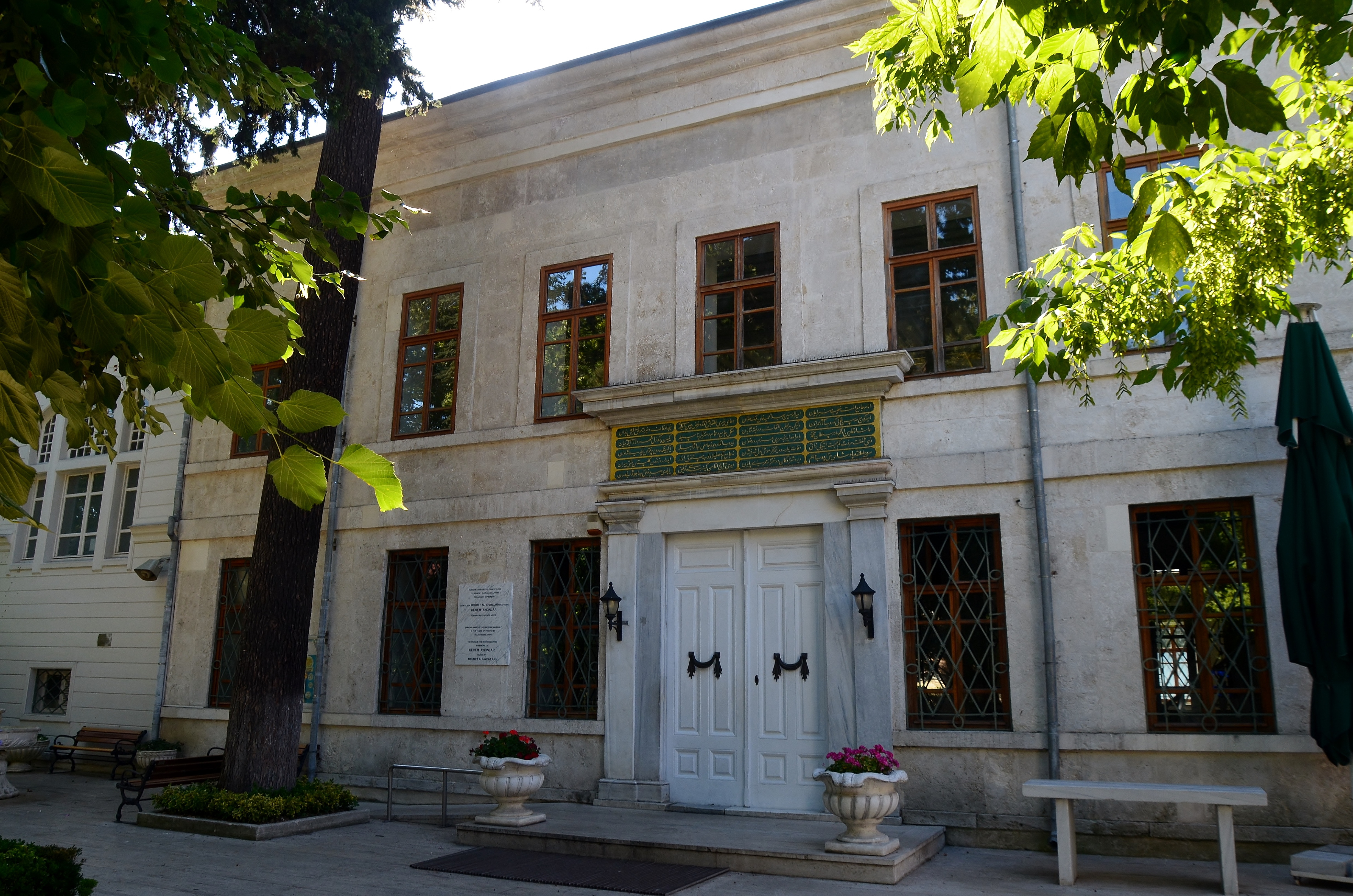
Façade nord-ouest et entrée principale.
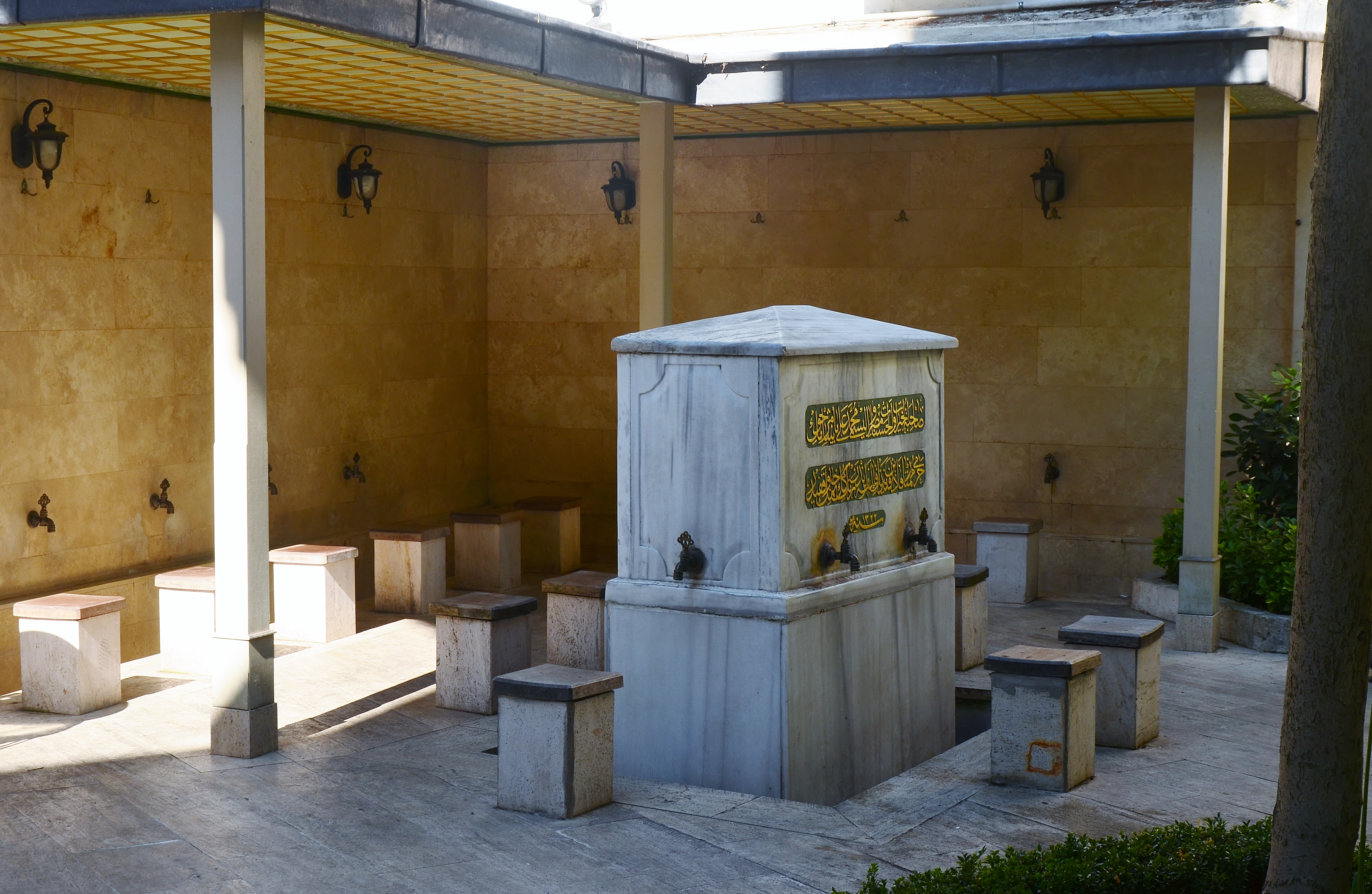
Chadirvan dans la cour de la mosquée.
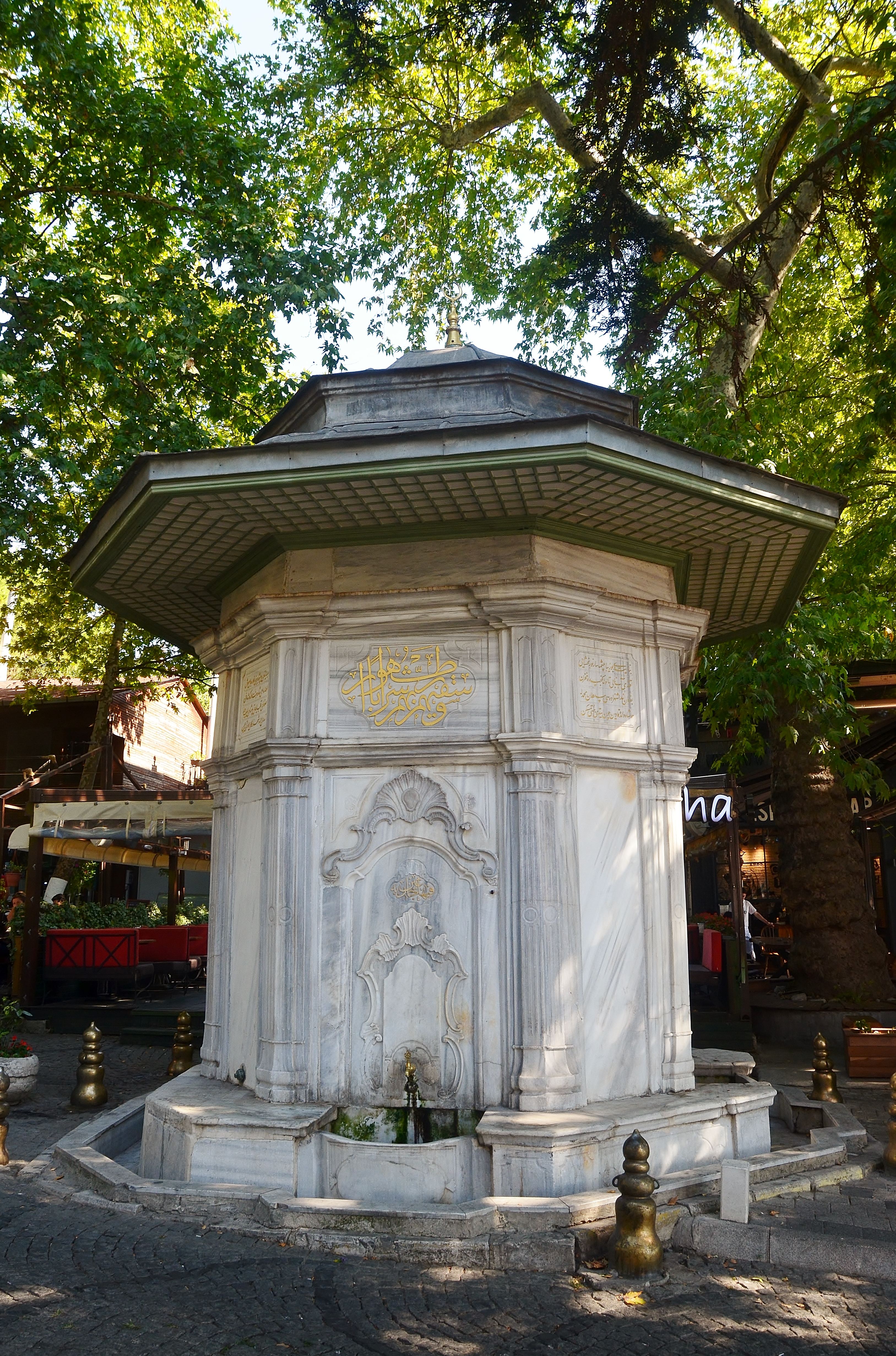
Fontaine carrée dans la mosquée Emirgan.